# Media center
Een media center is een algemene term voor computers die zijn aangepast voor het afspelen van audio en het weergeven van video. Deze informatie wordt meestal uitgezonden vanaf een andere computer via wifi of bedraad netwerk. De harde schijf wordt ook als bronmateriaal gebruikt, ook televisie-uitzendingen worden gebruikt. Meestal wordt een media center aangesloten op een televisie en wordt gebruikgemaakt van een afstandsbediening voor de invoer van het apparaat.

## Functionaliteiten
Algemene functionaliteit die in elk media center te vinden is:
- Het samenvoegen van verschillende platformen voor media zoals tv (via onder andere schotelantenne en kabel), Internet en IP-telefonie.
- Het weergeven van een simpele en overzichtelijke GUI die ook voor gebruik op de tv geschikt is.
- Het opslaan van televisie-uitzendingen
- Het afspelen van lokale mediabestanden
- Het weergeven van een elektronische programmagids (EPG)
- Het bieden van afspeelmogelijkheid via een tv-toestel of hifi-installatie

## Software
- Windows Media Center (Windows)
- MythTV (Linux)
- SageTV (Linux & Windows)
- CenterStage (OS X)
- XBMC (Xbox/Linux/Windows/OS X - Now called Kodi)
- Plex (Intel-based Apple Macintosh OS X)
- Freevo (Linux)
- Front Row (OS X)
- J. River Media Center (Windows)
- MediaPortal (Windows)
- GeeXboX (Linux)
- Boxee.tv (Linux/Windows/OSX)